# Cottoperca gobio
Cottoperca gobio är en fiskart som först beskrevs av Günther, 1861.  Cottoperca gobio ingår i släktet Cottoperca och familjen Bovichtidae. Inga underarter finns listade i Catalogue of Life.